# Shirley Brooks
Charles William Shirley Brooks, noto anche con lo pseudonimo di Epicurus Rotundus (Londra, 1816 – 1874), è stato un giornalista e commediografo inglese.
Direttore del Punch dal 1870, fu autore di commedie quali Qualsiasi cosa per un cambio (1848) e Figli delle stelle (1850) e romanzi come La corte di Aspen (1855).